# Gayle Watson
Gayle Watson es una deportista australiana que compitió en triatlón. Ganó una medalla de bronce en el Campeonato Europeo de Triatlón de Larga Distancia de 1993.

## Palmarés internacional
| Campeonato Europeo | Campeonato Europeo | Campeonato Europeo | Campeonato Europeo |
| Año                | Lugar              | Medalla            | Prueba             |
| ------------------ | ------------------ | ------------------ | ------------------ |
| 1993               | Embrun (Francia)   | Medalla de bronce  | Individual         |